# ブロック図

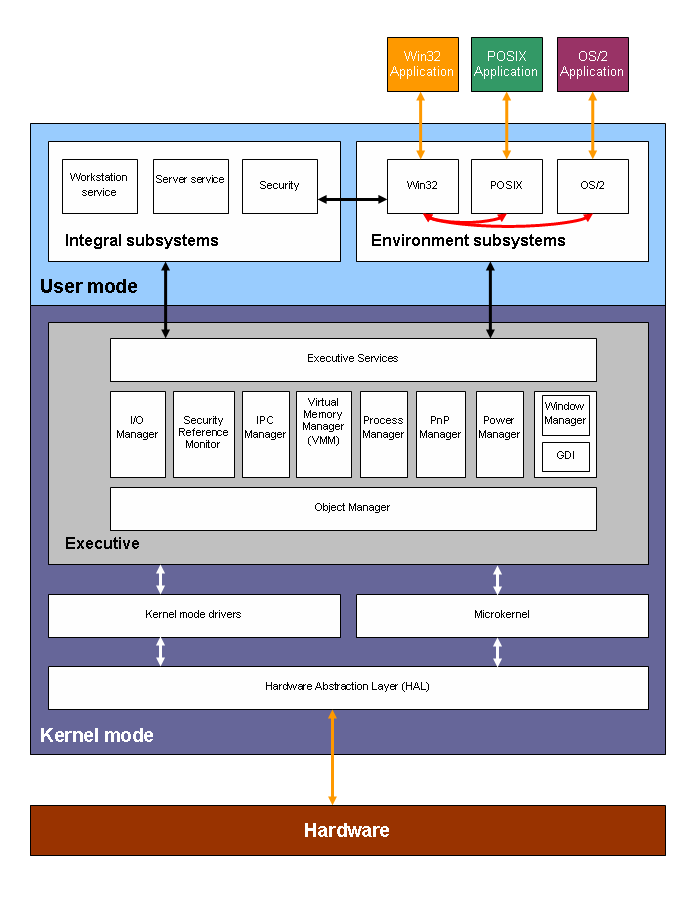
ブロック図の一例。マイクロソフトの Windows 2000 オペレーティングシステムのアーキテクチャを示したもの

ブロック図（Block diagram）またはブロック線図は、何らかのシステムを図示したダイアグラムで、基本構成要素や機能をブロックで表し、それらを線で繋いでブロック間の関係を示したものである。シンセサイザーの世界では、モジュールなどの接続方法の説明のための図式を指し、ブロック・ダイアグラムと呼ぶ（参考書籍：「たった1人のフルバンド　YMOとシンセサイザーの秘密」松武秀樹、勁文社、1981年、p218）。
CPU設計、ソフトウェア設計、プロセスフロー図など、工学系でよく使われる。

## 概要
ブロック図は一般に実装の詳細よりも全体の概念を理解することを意図しており、抽象度の高い図として使われることが多い。電気工学の世界ではこれとは対照的な図として回路図や部品配置図があり、回路図は電気部品間の接続を詳細に示し、部品配置図は物理的な部品の配置を示す。ブロック図は複雑なシステムの振る舞いを記述する視覚言語であるため、それを特定用途向けに形式化したものとしてプログラマブルロジックコントローラ (PLC) のプログラミング言語がある。IEC 61131 パート3（IEC 61131-3）に定義されている5つのプログラミング言語の一つとしてファンクション・ブロック・ダイアグラムがある。これは実際に使われるプログラミング言語であるため、高度に形式化されており（形式体系参照）、厳密な規則に基づいて図をどのように構築するかが決まっている。この場合の線には向きがあり、入力変数とファンクション・ブロックの入力パラメータを結んだり、ファンクション・ブロックの出力パラメータと出力変数を結んだり、ファンクション・ブロック間で出力と入力を結んだりする。個々のブロックは時系列に沿って数学的あるいは論理的演算を行うもので、具体的な装置、つまりプロセッサやリレーを表しているわけではない。したがって個々のブロックはブラックボックスとなっている。規則では、論理的系列は左から右、上から下に流れると規定している。

## 用例
例えばラジオのブロック図は個々の配線やダイヤルやスイッチを示すことは期待されていないが、回路図ではそれらが必須となる。ラジオの回路図ではプリント基板上の個々の配線の幅を示すことはないが、部品配置図ではそれが必須となる。
地図製作で言えば、ブロック図は国全体の高速道路地図に似ている。その場合、主要都市と主要な道路は示されるが、小さな都市や細かい道路は示されない。トラブルシューティングにおいては、このような抽象度の高い地図が問題の在り処を狭めて行くのに役立つ。
ブロック図はブラックボックスの原理を使い、全体を把握するのに余分な詳細を隠蔽したり、詳細が明らかでないときに全体を把握するのに役立つ。ブロック図からは何が入力されて何が出力されるかはわかるが、その中でどうやってその操作を行っているかまでは立ち入らない。
電気工学では設計は非常に抽象的なブロック図から出発することが多く、設計の進行と共にブロック図を徐々に詳細化していき、最終的に回路図を描くのに十分なレベルまで詳細化する。これをトップダウン設計と呼ぶ。解釈を助けプロセスやモデルの意味を明確化するために、ブロックとして様々な幾何学的形状を使うことがある。幾何学的形状の間を線で結ぶことで、処理の流れの方向や順序を示す。工学の個々の分野で、幾何学形状それぞれについて独自の意味がある。